# Federazione Europea di Karate
La Federazione Europea di Karate, sigla EKF (dall'inglese European Karate Federation), è l'organizzazione che raduna le federazioni nazionali di karate europee ed è l'unica federazione continentale riconosciuta dalla WKF e dal CIO. Il suo presidente è Antonio Espinós.
La federazione si occupa di organizzare i campionati europei seniores (atleti dai 18 ai 34 anni compresi) a cadenza annuale, e i campionati europei juniores (dai 16 ai 18 anni) e cadetti (dai 14 ai 16 anni) oltre al campionato per regioni.